# Елизабет Милбанк Андерсон
Елизабет Милбанк Андерсон (енгл. Elizabeth Milbank Anderson;Њујорк, 1850—1921) била је амерички хуманиста и оснивач једне од првих женских хуманитарни фондација у свету „Милбанк фондацију ”.

## Биографија
Рођена је у Њујорку 20. децембра 1850. године, у породици Џеремијаха Милбанка, чувеног америчког трговца и банкара. У Њујорку је 1905. основала Фондацију се бавила медицинским просвећивањем и сузбијањем опасних заразних болести у свету, туберкулозе и дифтерије, које су, поготово харале међу децом Европе после Првог светског рата. Широм света слала је медицинске раднике са лековима и вакцинама и градила болнице.
Крајем Првог светског рата Елизабет Милбанк је у Словцу, насељу на територији општине Лајковац, изградила болницу, која је после Другог светског рата замењена модерним домом здравља.

## Награде и признања
- Француска влада је 1919. године одликовала Орденом витеза легије части,
- Србија ја одликовала Орденом Карађорђеве звезде.[тражи се извор]